# Jaron Lanier

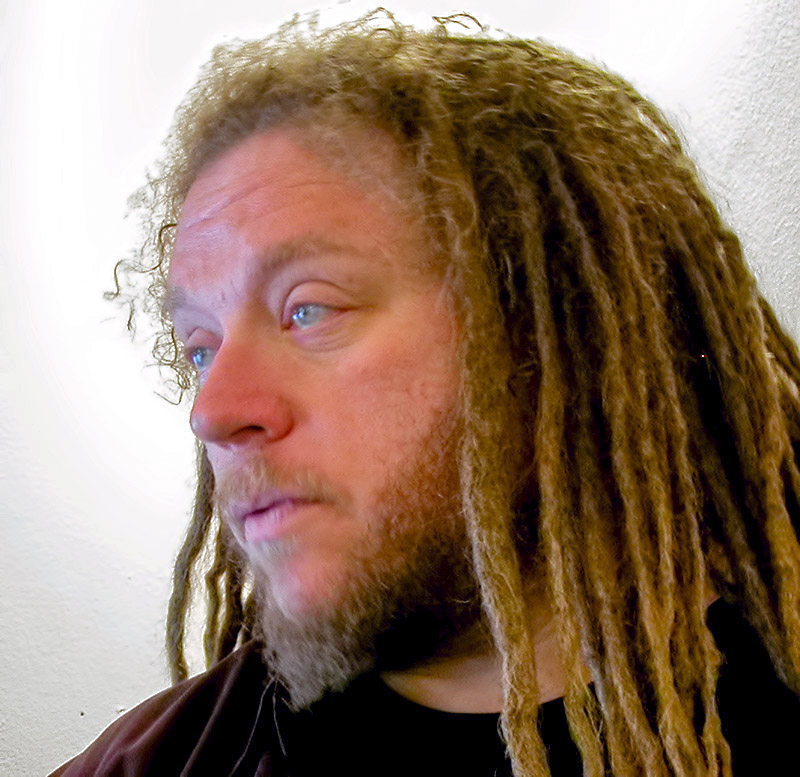
Jaron Lanier

Jaron Zepel Lanier (ur. 3 maja 1960 w Nowym Jorku) – amerykański informatyk, kompozytor, pisarz i futurolog, twórca terminu wirtualna rzeczywistość.

## Życiorys
Lanier urodził się w rodzinie żydowskiej pochodzącej z Wiednia i Ukrainy w Nowym Jorku, lecz dzieciństwo spędził w Mesilli (Nowy Meksyk). W 1984 założył firmę VPL Research (od visual language programming), która wyprodukowała prototypowy sprzęt, mający być elementem wirtualnej rzeczywistości - rękawice, służące do manipulacji obiektami widocznymi na ekranie komputera. 
W czerwcu 1989 zaprezentował system Reality Built for Two, w którym dwie (teoretycznie więcej) osoby mogą "przebywać" w tej samej wirtualnej przestrzeni.
W 1992 VPL została przejęta za długi przez firmę Thompson CSF, w 1999 rozwiązania i markę wykupiła firma Sun Microsystems, zaś Lanier zajął się działalnością artystyczną, a także naukową na Columbia University.
Znalazł się na liście 100 najbardziej wpływowych osób Time 2010 roku.

## Krytyka internetu
W 2010 Lanier wydał książkę You Are Not a Gadget: A Manifesto („Nie jesteś gadżetem. Manifest”). Jest to prowokacyjna krytyka technologii cyfrowych, w której Wikipedię określił triumfem "rządów umysłowego motłochu", a serwisy społecznościowe jak Facebook i Twitter oskarżył o prowadzenie do odczłowieczenia. 
Krytyczny stosunek do mediów społecznościowych prezentował w filmie Dylemat społeczny (ang. The Social Dilemma).

## Twórczość

### Publikacje
- You Are Not a Gadget: A Manifesto, New York, Alfred A. Knopf, 2010, ISBN 978-1-84614-341-0
- Who Owns the Future, Simon & Schuster, 2013, ISBN 978-1-4516-5496-7
- Dawn of the New Everything: Encounters with Reality and Virtual Reality, New York: Henry Holt and Co., 2017, ISBN 978-1-62779-409-1
- Ten Arguments for Deleting Your Social Media Accounts Right Now, New York: Henry Holt and Co., 2018, ISBN 978-1-250-19668-2
- Dziesięć powodów, dla których powinieneś natychmiast usunąć swoje konta z mediów społecznościowych (2021)[4]

### Dyskografia
- Instrument of Change (1994)